# Anthela guenei
Anthela guenei is een vlinder uit de familie van de Anthelidae. De wetenschappelijke naam van de soort is voor het eerst geldig gepubliceerd in 1856 door Edward Newman.